# Fondazione Generali
Fondazione Generali è una fondazione nata nel 1982. La fondazione secondo statuto persegue fini di utilità sociale nei settori della ricerca scientifica, della formazione, dell'arte, della sanità, dell'assistenza alle categorie sociali deboli, della conservazione e valorizzazione dei beni e delle attività culturali nonché dei beni ambientali.
Ha sede legale negli uffici della Direzione Centrale di Assicurazioni Generali a Trieste.